# 磐石油彈補給艦
磐石油彈補給艦（AOE-532）是中華民國海軍的快速戰鬥支援艦，也是目前中華民國海軍排水量最大的船艦。該艦隸屬於中華民國海軍一五一艦隊，駐地為左營港。

## 發展
在磐石軍艦成軍前，中華民國海軍僅有武夷油彈補給艦為艦隻提供補給，無法滿足日常與戰時的任務需求，武夷軍艦的維修期程更會影響海軍的遠洋作業與訓練時程。為此，中華民國海軍於2009年以「禛祥計畫」為名編列新台幣56億元的預算籌建一艘新型油彈補給艦，並交由海軍造船發展中心與財團法人船舶暨海洋產業研發中心進行設計。
2011年12月，新型油彈補給艦建造標案由台灣國際造船以新台幣40.9億元得標，並於翌年12月21日開始建造，預定於2014年6月交艦。然而台船高雄廠的大型吊車於2014年3月31日因強風而受損，且台船公司在測試時發現原先採用的主機無法達到要求，需返工更換主機，使交艦典禮延至2015年1月23日，成軍典禮也順延至該年三月底。
磐石軍艦成軍後即擔任海軍105年敦睦支隊之旗艦，其上設置的文宣館可讓友邦民眾與僑胞參觀，隨艦的海軍樂儀隊與陸戰莒拳隊也能達到文化交流的效果。在此之後，每年的敦睦支隊也以磐石軍艦擔任旗艦。

## 設計

### 艦體
磐石軍艦的艦體與主桅以雷達匿蹤性為設計考量，盡可能減少不規則狀的結構，可減少雷達回波的反射；主機排放的廢氣溫度則控制於攝氏225度以下，大幅降低排放廢氣造成的紅外線訊跡。本艦的右舷處有一座舷側車輛跳板，全艦也設有2座四噸吊臂與2座六噸吊臂，可快速裝卸載物資。除此之外，磐石軍艦的艦艉有一長36公尺、寬26.5公尺的直升機甲板，其最大載重可達33.3噸，可供國軍現役CH-47SD運輸直升機與S-70C反潛直升機起降，也可讓美軍CH-53E特戰救難直升機降落，利於物資整補與傷患後送。

### 補給設施
磐石軍艦的艦體中部兩舷設有2座乾貨整補站與4座加油整補站，可同時為兩側各一艘船艦補給油料與物資。其中每座乾貨整補站每小時可傳送2噸的彈藥與物資，加油整補站則採用7吋油管，每座每小時可傳送11萬加侖的燃油。

### 醫療設施
磐石軍艦具備野戰醫院等級的醫療設施，設有診療室、手術室、牙科室（附設X光室）、消毒間、一般病房12床與負壓隔離病房3床，且所有病房均含有供氧系統。除此之外，艦上還配備耳鼻喉科診療台、內視鏡機組、血液分析儀、超音波設備、移動式X光機、洗牙機、麻醉設備、滅菌釜與紫外線消毒盒，整體設備比部分地區醫院更加完善。

### 輪機控制系統
為提升整艦的自動化程度與管理能力，磐石軍艦採用協聚德公司設計的整合式輪機控制系統。此系統分為推進、電力、輔機、油水、損管與其他共六項子系統，可以圖形化介面即時顯示全艦的狀態，並具備自我檢測與報表列印等功能。

### 武裝
磐石軍艦早期的模型於艦艏配備一座奧托梅萊拉76公厘艦砲，艦體前後各設有一座方陣近迫武器系統，艦橋前方兩側與機庫兩側則各設有40公厘快砲，但實艦僅於機庫兩側設置40公厘快砲，艦艏的76公厘艦砲也換為海欉樹防空飛彈，艦體前後的方陣近迫武器系統則與模型相同。

## 艦歷
本艦於2012年12月21日正式開工建造，並於翌年11月5日舉行下水典禮，被命名為「磐石軍艦」。磐石軍艦於2015年1月23日交付中華民國海軍，3月31日正式在高雄市左營軍港水星碼頭成軍，2016至2020年間擔任敦睦遠航訓練支隊之旗艦，出訪馬紹爾群島、瓜地馬拉、薩爾瓦多、尼加拉瓜、巴拿馬、吉里巴斯、帛琉、宏都拉斯、索羅門群島等國。
2020年出訪帛琉時，磐石軍艦上爆發嚴重特殊傳染性肺炎群聚感染，共造成36名士官兵確診。本次疫情直接導致110年敦睦艦隊遠航訓練遭取消，2022年之訓練也因此取消訪問其他國家之行程。

## 圖集

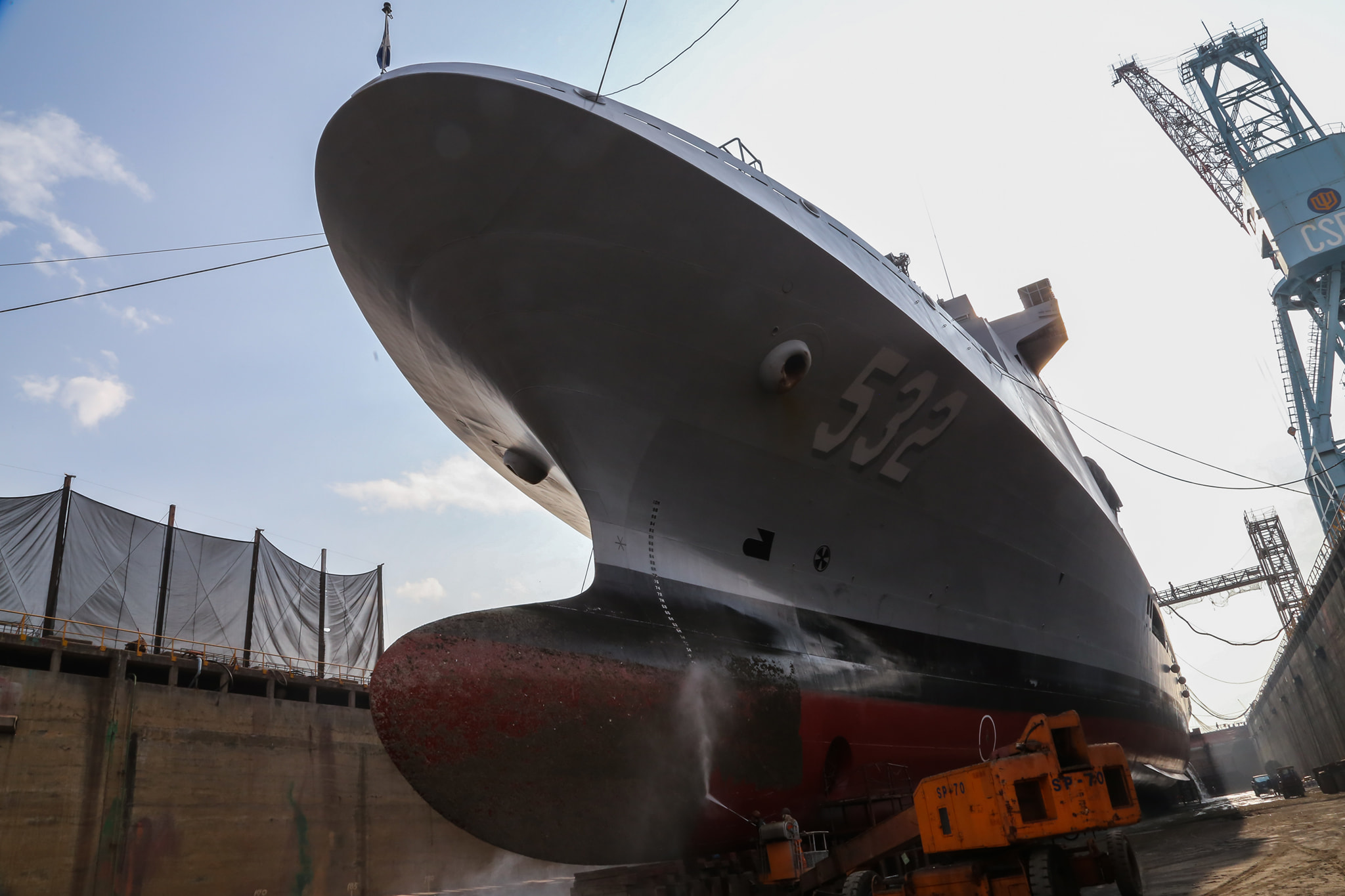
艦艏
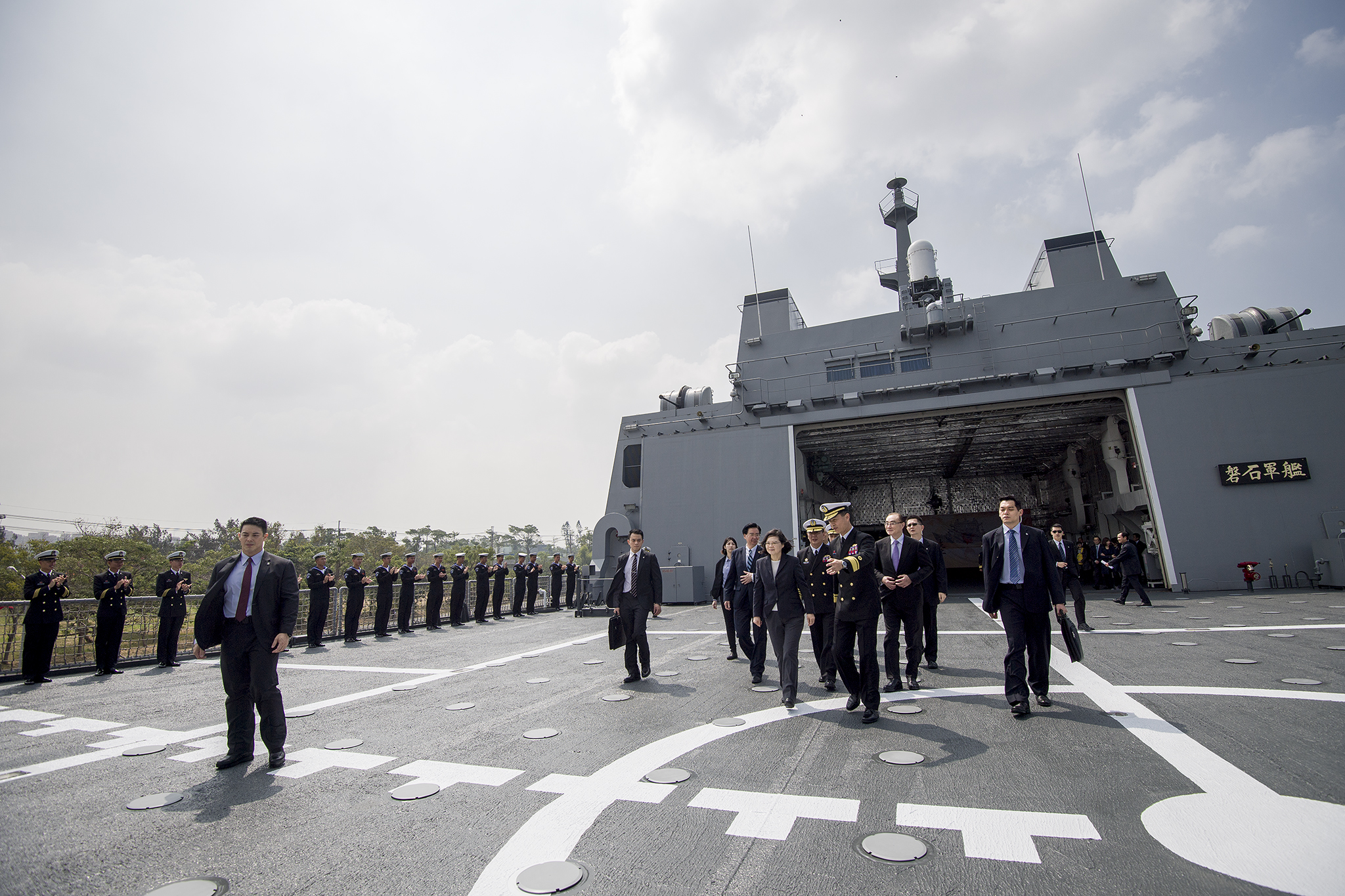
艦艉與直升機庫
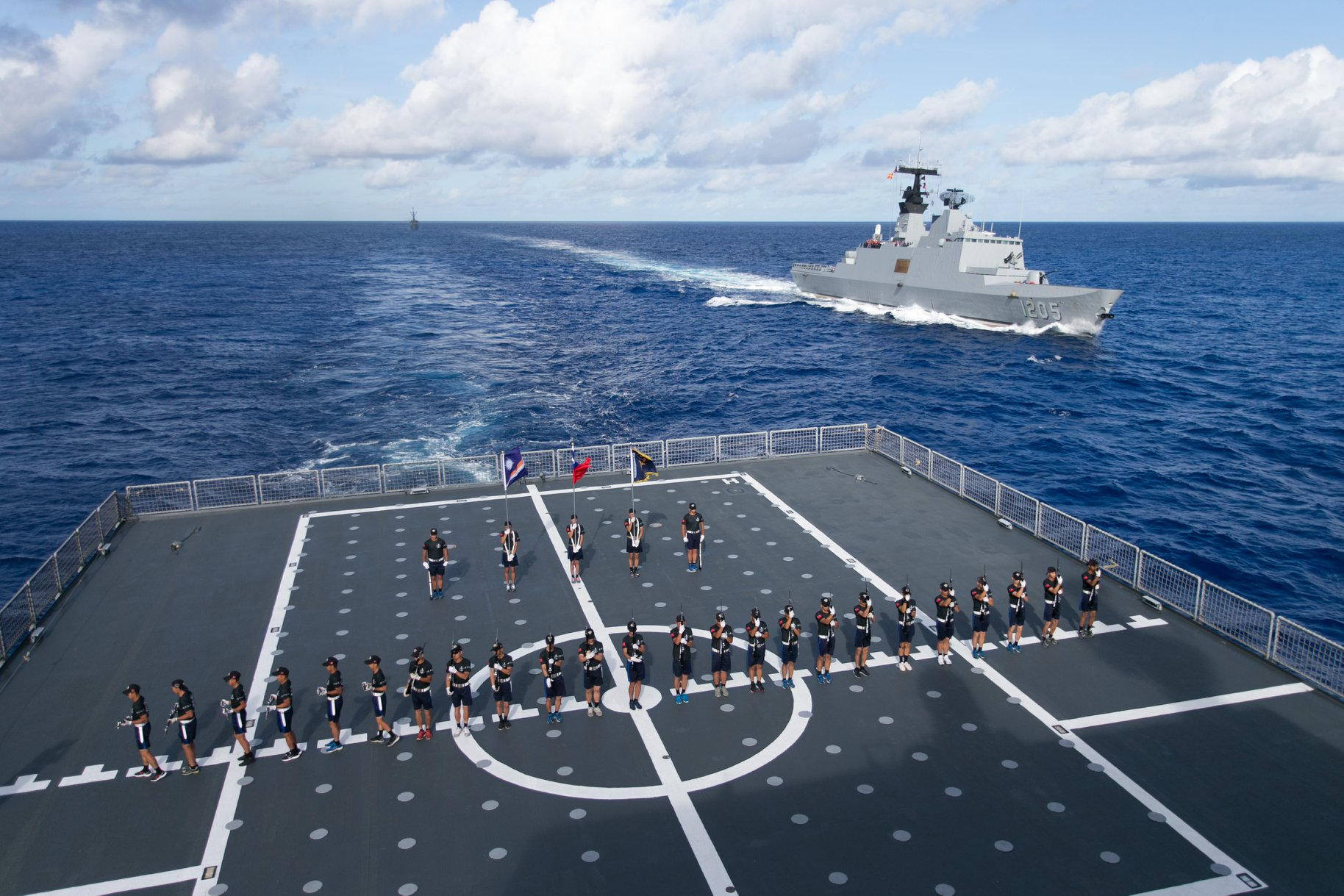
直升機甲板
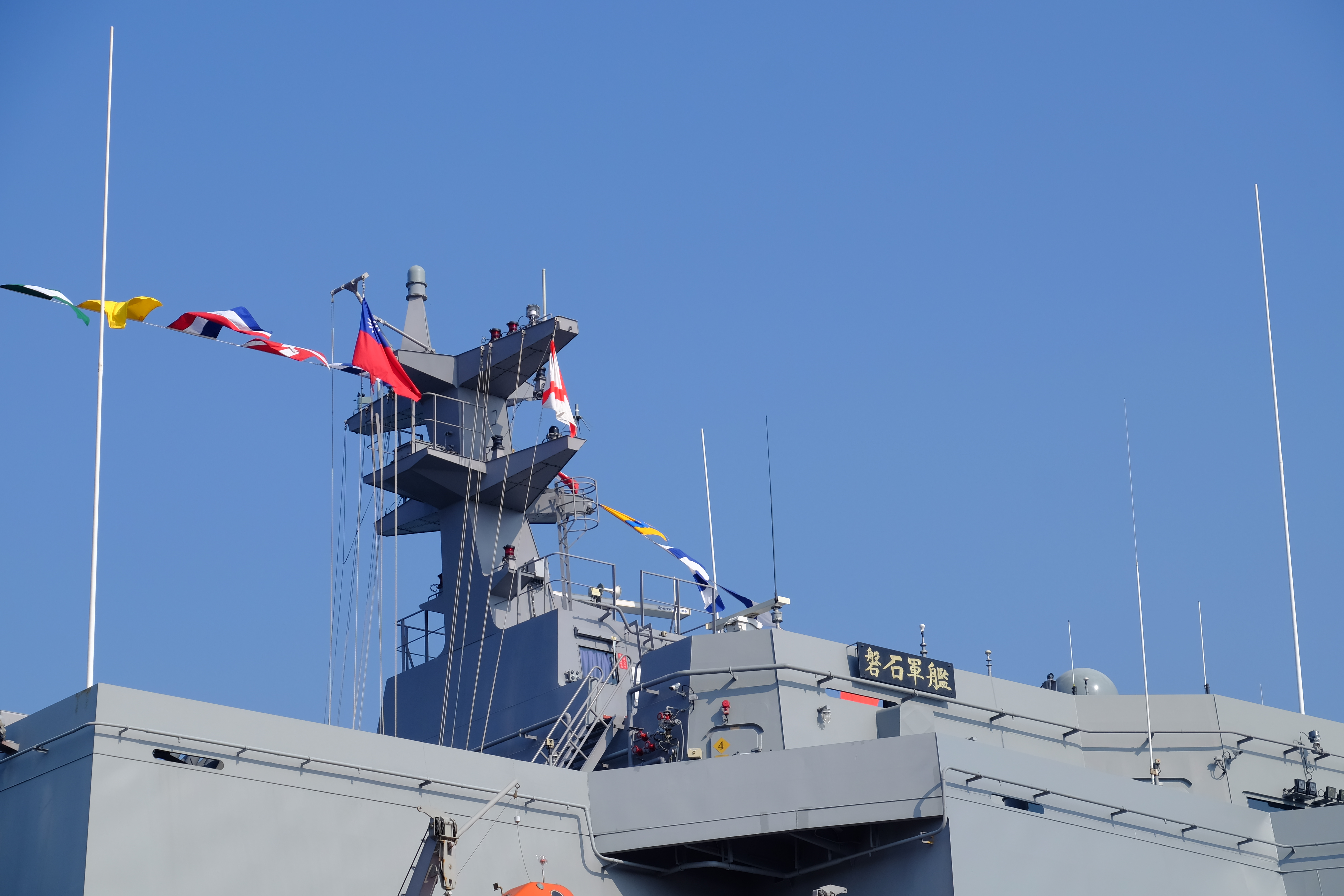
主桅
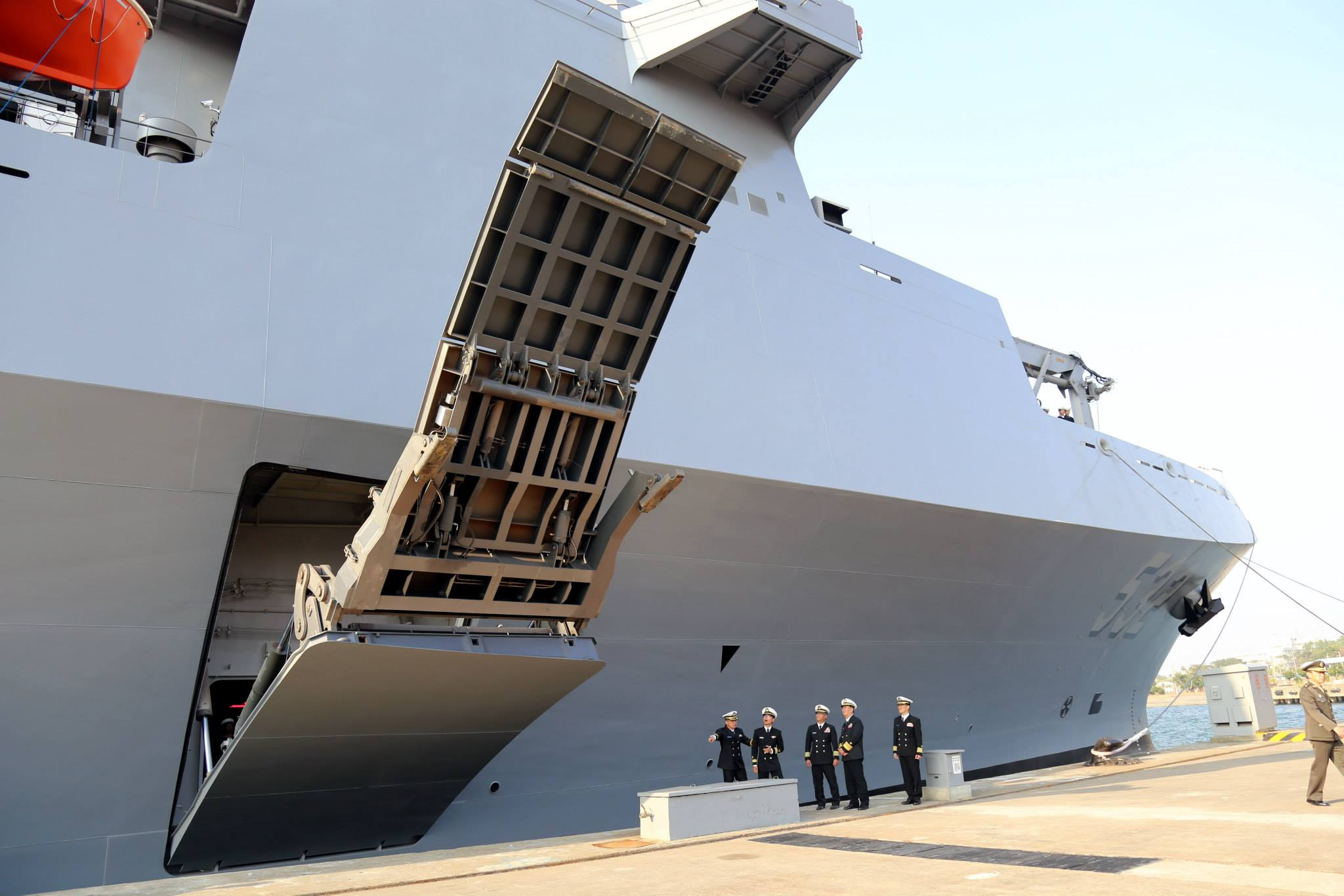
右舷側的車輛跳板
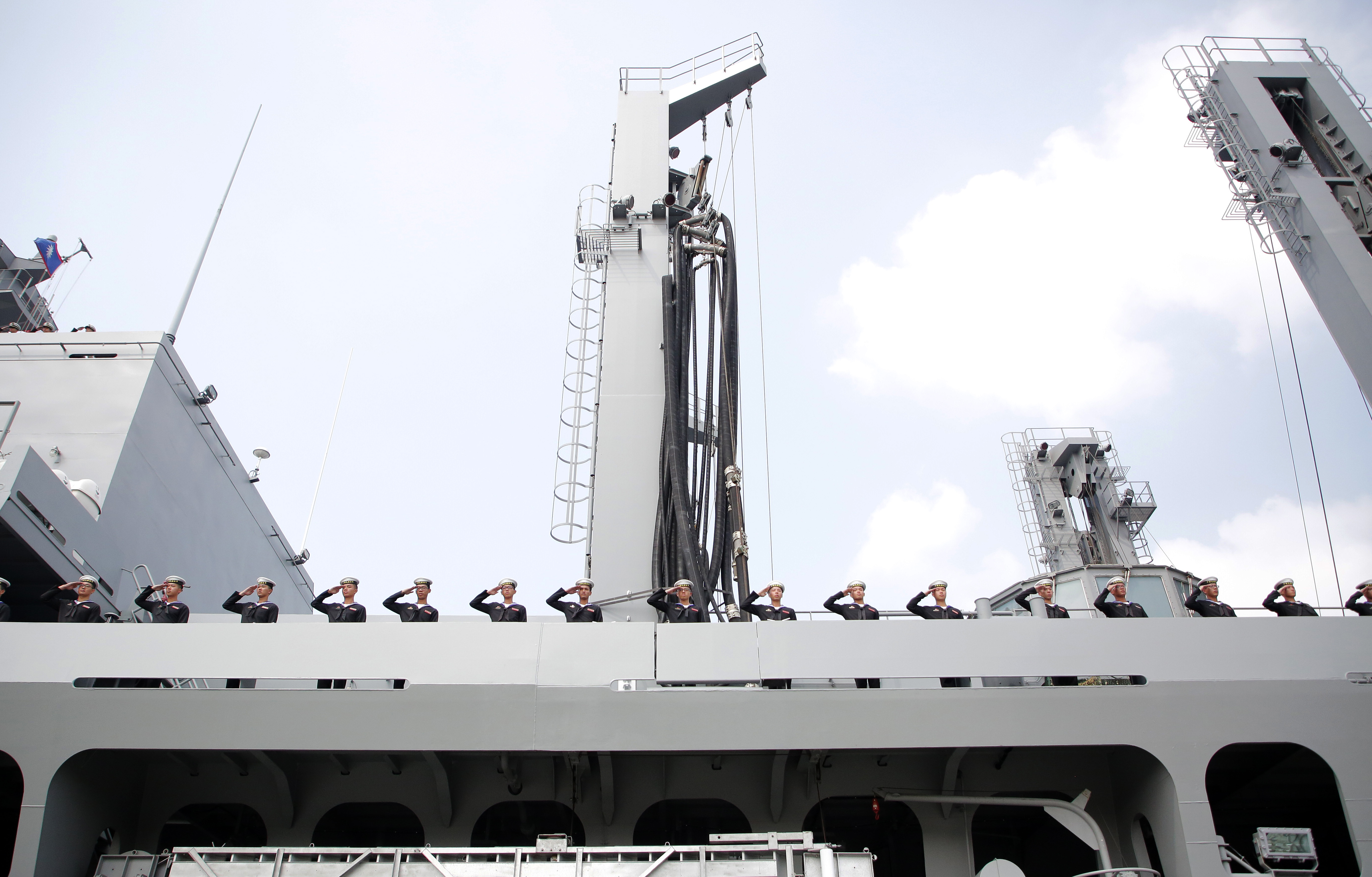
加油整補站（中）與乾貨整補站（右）
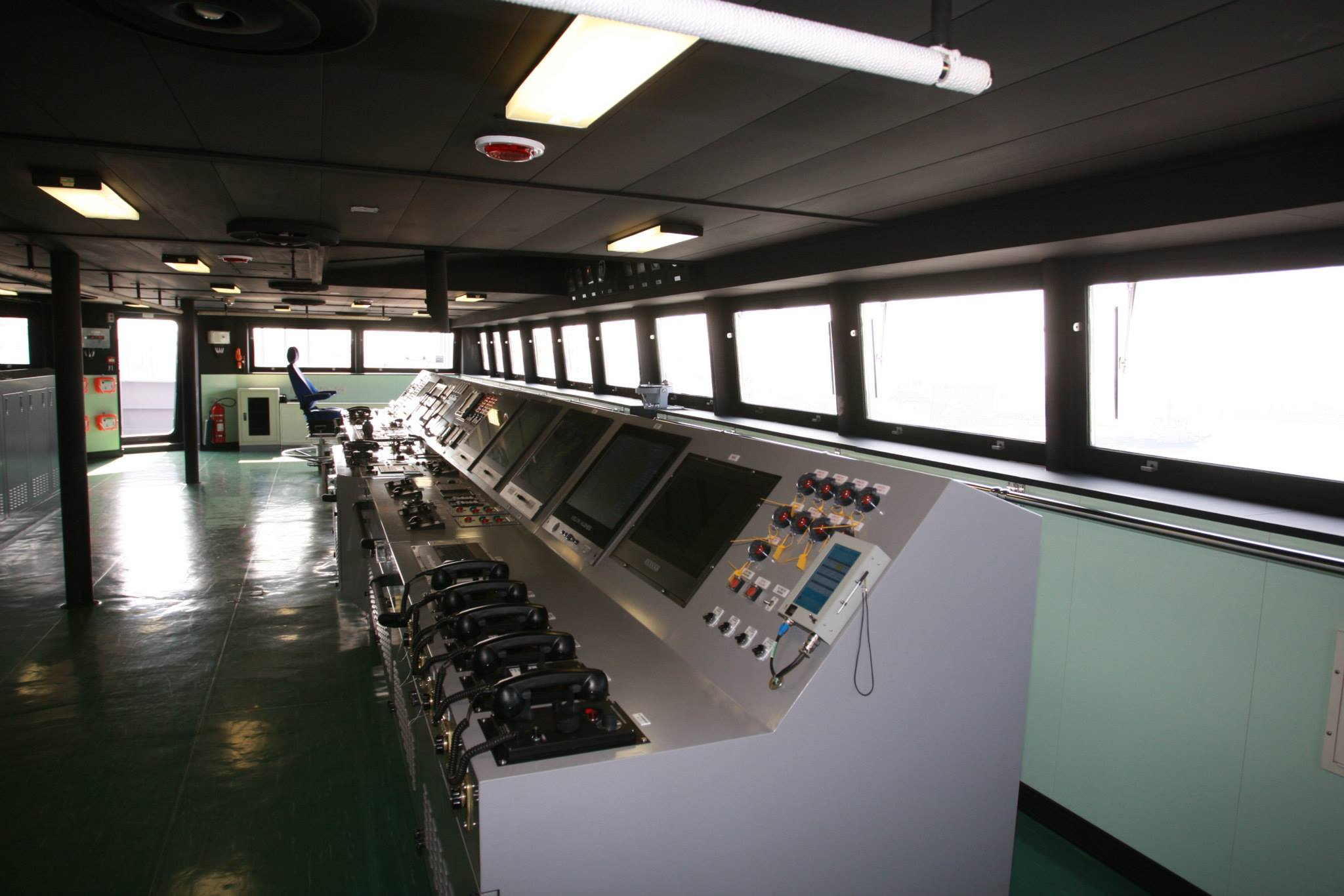
駕駛台
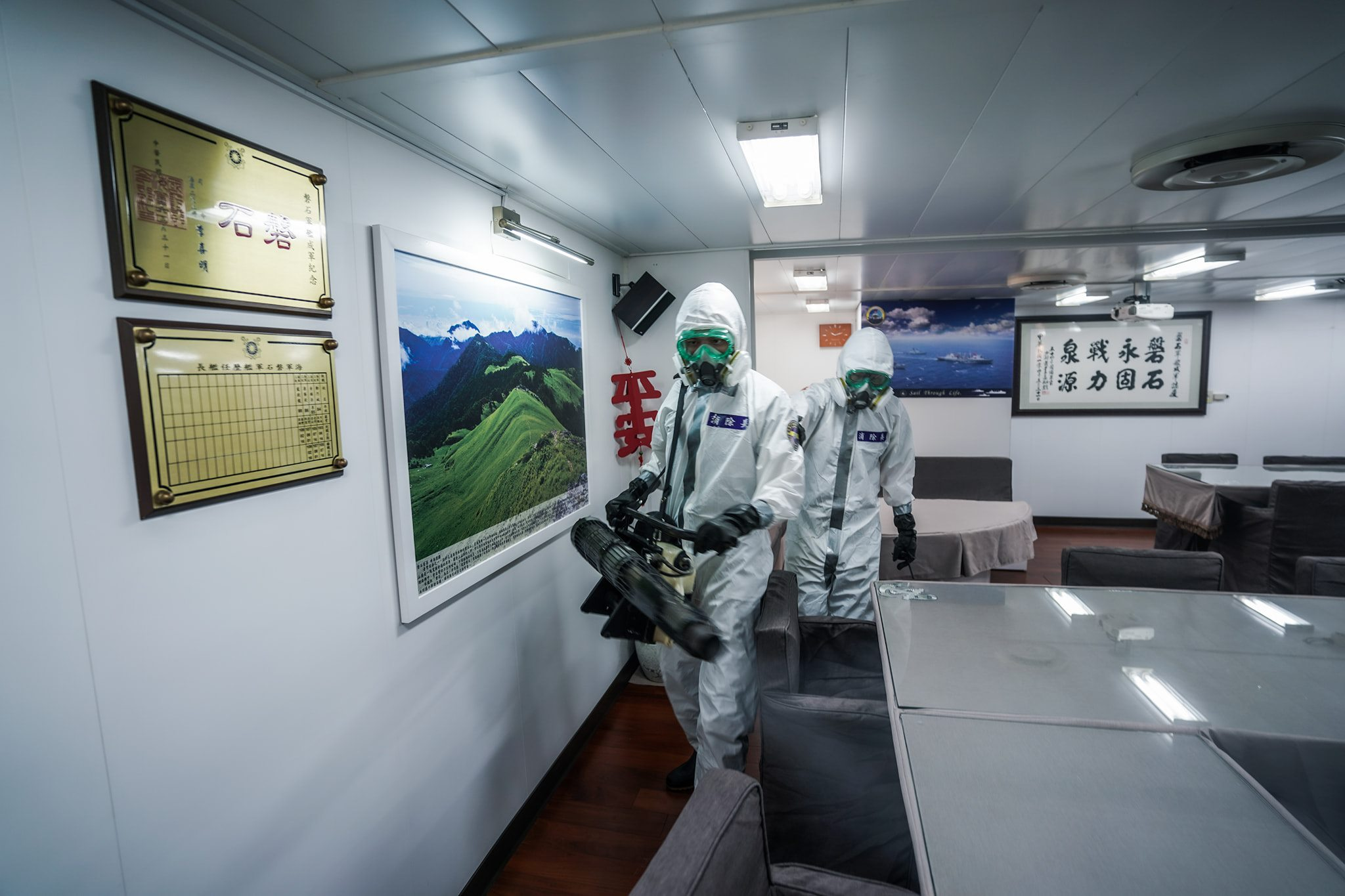
官廳
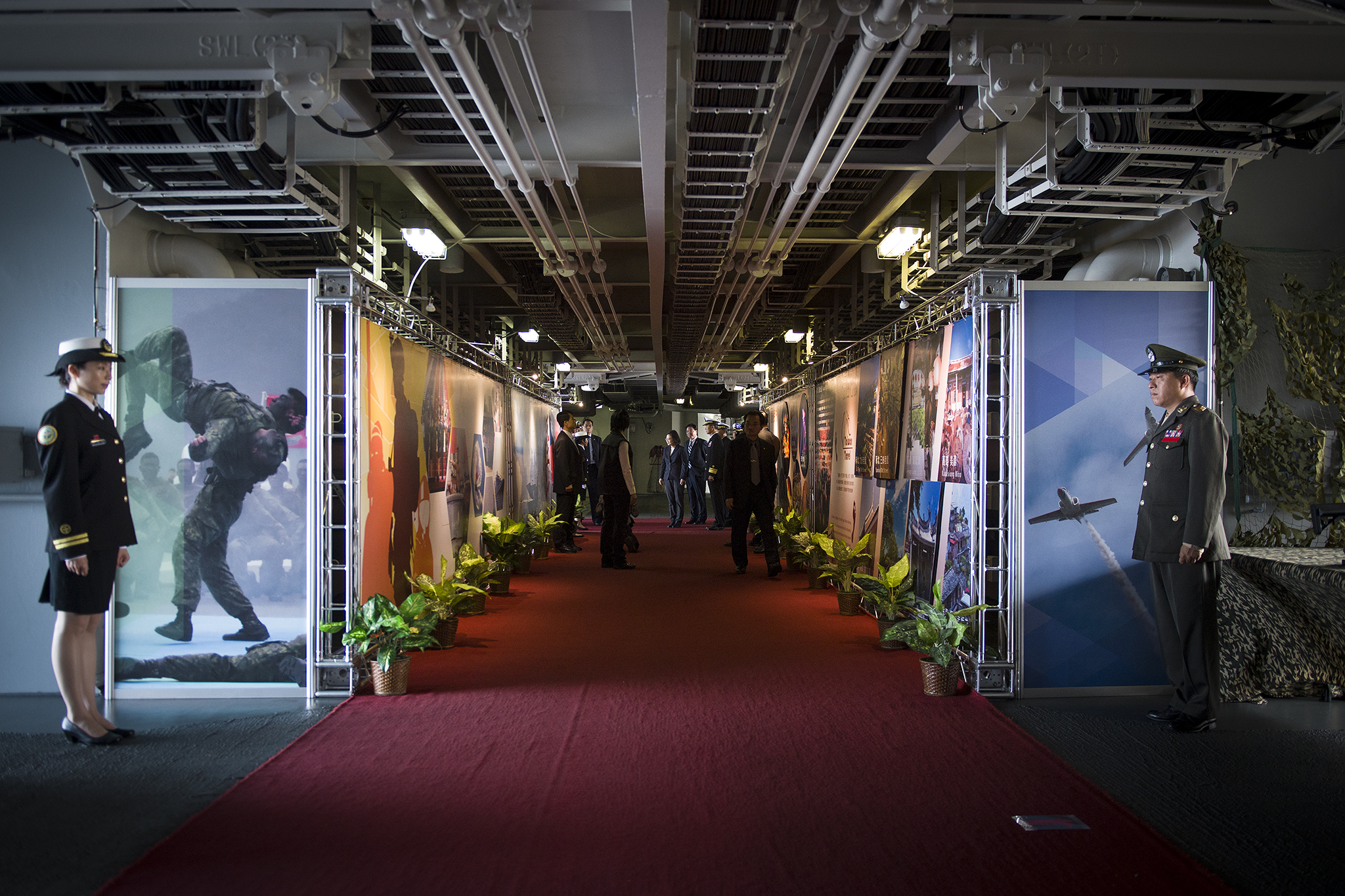
艦上的文宣館
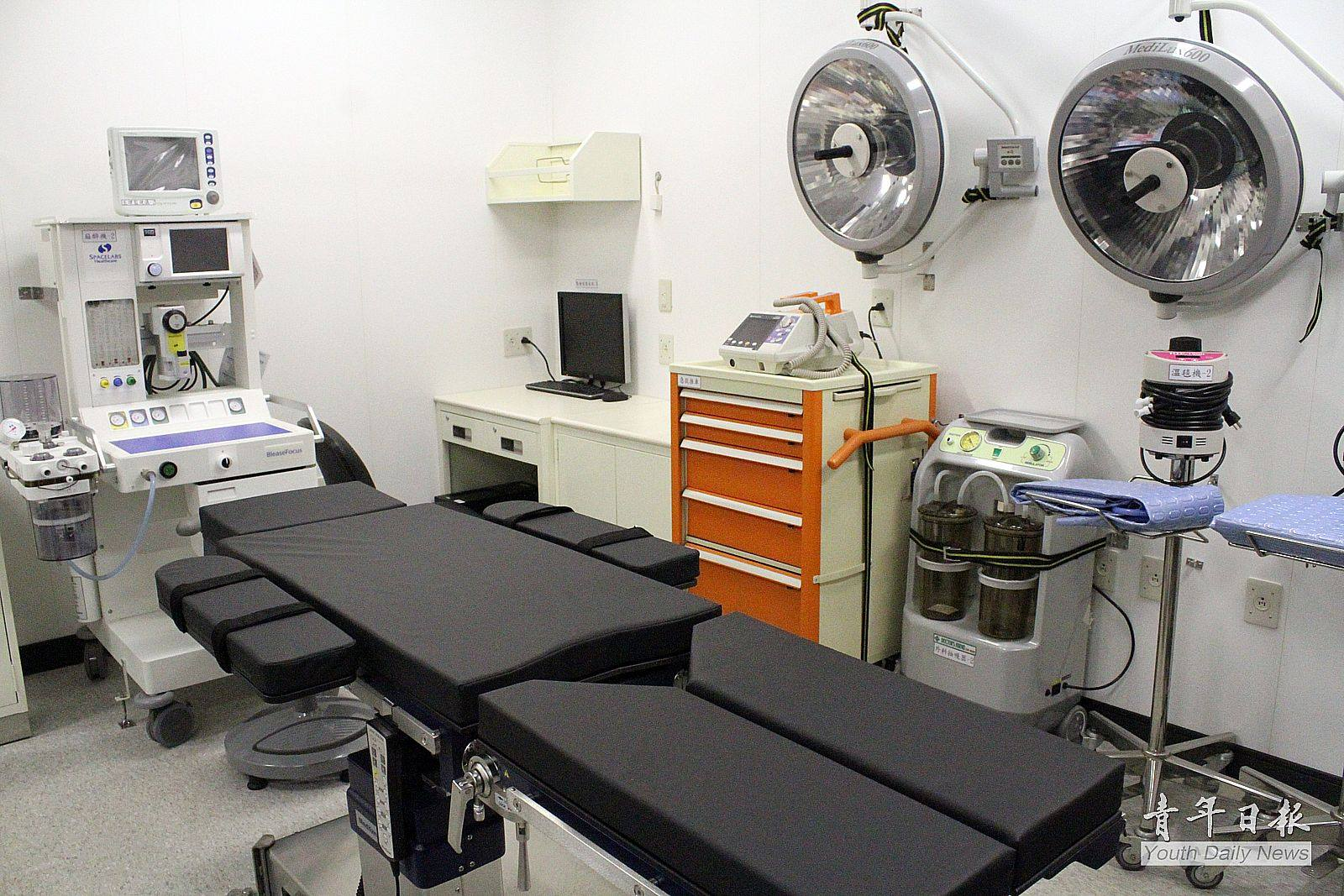
艦上的手術室
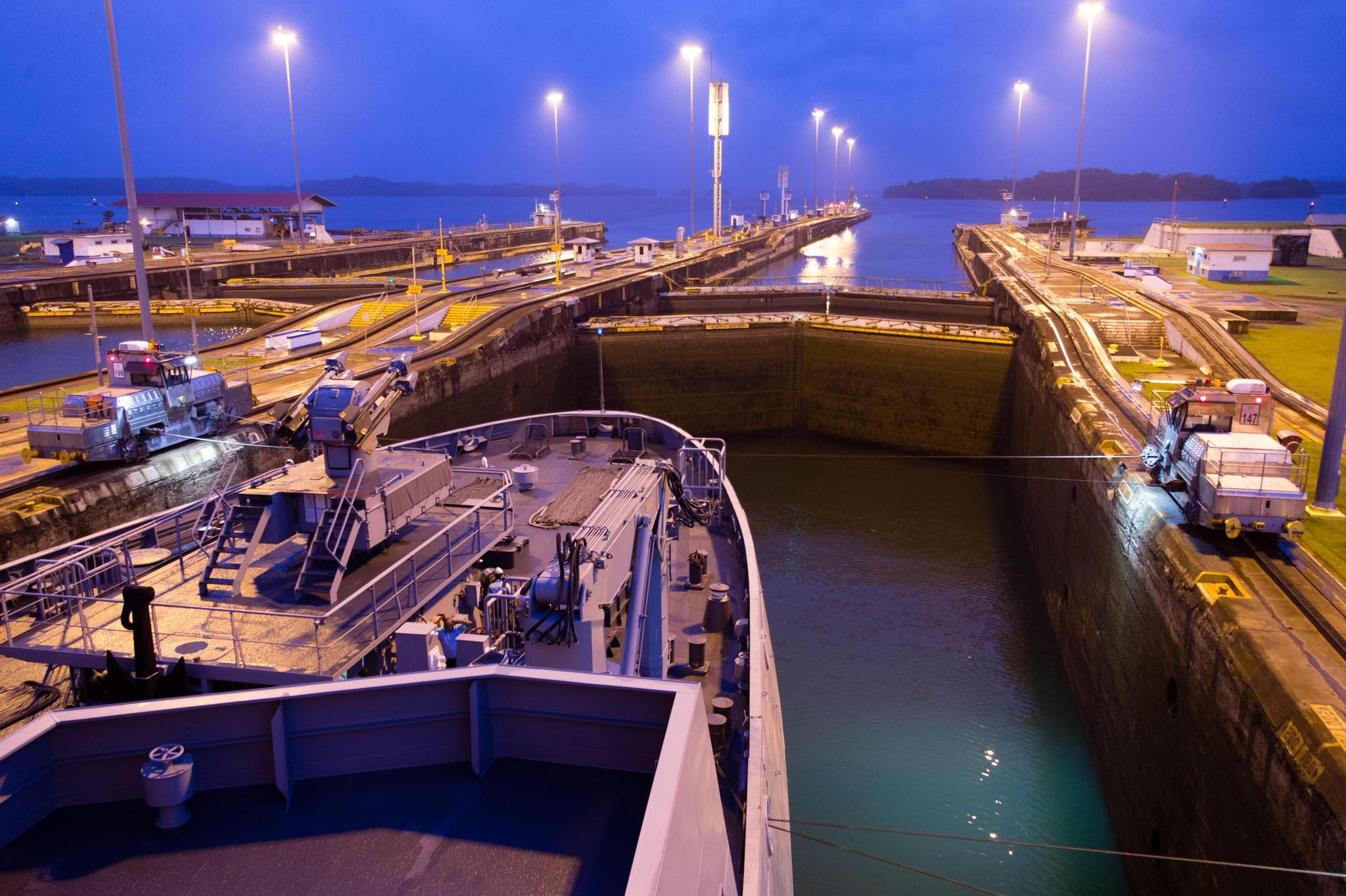
正在通過巴拿馬運河的磐石軍艦
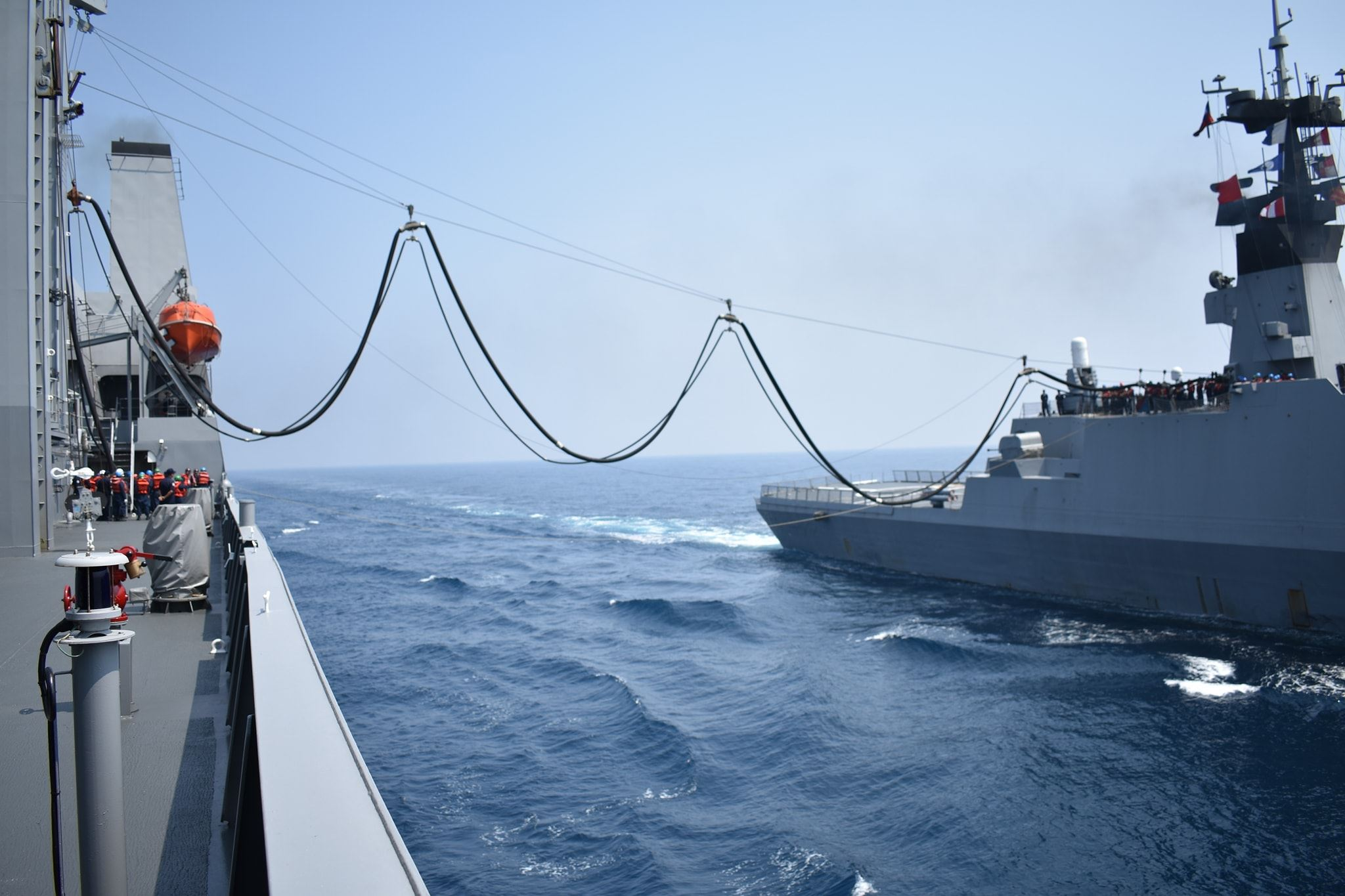
正在進行海上補給操演的磐石軍艦